# Polytaxis
Polytaxis é um género botânico pertencente à família Asteraceae. É composto por 3 espécies descritas e aceites.
O género foi descrito por Alexander von Bunge e publicado em Del. Seminum Hortus Bot. Dorpat. 1843: VIII.
Segundo o sistema de classificação filogenética Angiosperm Phylogeny Website este género está listado com sinónimo de Jurinea Cass.

## Espécies
As espécies aceites neste género são:
- Polytaxis lehmanni
- Polytaxis pulchella
- Polytaxis winkleri